# Ioan Tolan
Ioan Tolan (n. 7 iunie 1927, Arad, România – d. iulie 2015) a fost un sculptor român.

## Biografie
A studiat la Institutul de Arte Plastice „Nicolae Grigorescu” din București, în clasa profesorului Boris Caragea, între ani 1948-1949. Ulterior a frecventat I. A. P. Repin din Sankt Petersburg, la profesorii Krestowski și Kerzin între anii 1949-1955.
A fost membru UAP din 1955, iar din 1993 membru al asociației Internaționale a Artiștilor Plastici.

## Expoziții

### Expoziții personale
- România – Arad, Timișoara, Oradea, Felix, Cluj-Napoca.
- Peste hotare: Yugoslavia, Ungaria, Grecia, Elveția.

### Expoziții de grup
- Arad, Timișoara, Moneasa, București, Ungaria, Franța, Olanda, S. U. A.

### Simpozioane
- Căsoia;
- Arad – malul mureșului;
- Ungaria - Mezohegyes, Zalkod.

### Lucrări monumentale
- Bust I. Slavici (Șiria – marmură, metal – Arad);
- Avram Iancu (metal la Hălmagiu; piatră naturală la Arad);
- Vasile Goldiș – metal – Arad; Mulgătoarea – marmură;
- Cibernetica și Primăvara – piatră naturală – la Arad;
- Frontonul Teatrului Clasic Ioan Slavici – Arad;
- Pietrele Chindiei – piatră naturală – Târgoviște;
- Obeliscul minerilor – metal – Brad;
- Fântâna Muzelor – metal și piatră naturală – Caracal;
- Nunta Zamfirei – piatră artificială – Podu Dâmboviței; P. Everac – Muzeul Plen Aire;
- Comenius și Monumentul Eroilor – Ungaria.

### Lucrări în muzee
- București, Arad, Timișoara, Lipova, Andorra, Yugoslavia – Zrenjanin, Kikinda, Megara – Muzeul Skironio – Grecia;

### Lucrări în colecții
- Romania – București, Arad, Cluj-Napoca, Oradea, Timișoara.
- Ungaria – Budapesta, Gyula, Bekescsaba, Zalkos, Sarospatak.
- Rusia – St. Petersburg, Vladivostok
- Austria – Viena.
- Germania – Munchen, Elmshorn, Hamburg, Saarbruken.
- Italia – Milano, Roma.
- Norvegia – Oslo.
- S.U.A. – Houston
- Franța – Paris.
- Elveția –Zurich, Schaffhaussen.

## Cronică
|  | ...Efectele de lumină nu anulează însă cele tactile, izbînda deplină în asocierea celor două categorii de efecte o descope- rim, mai ales, în torsurile din lemn de nuc. Freamătul luminii și al umbrelor diafane din aceste lucrări degajă o senzualitate francă, tonică, iar denivelările line ale suprafețelor trezesc o bucurie tactilă irepresibilă. | — Horia Medeleanu |

|  | ...Umanul sculpturii lui Tolan nu este terestru, vulgar, naturist, ci profund implicat în reconsiderarea unor valori spirituale superioare, ce ating simțul demnității și tind spre permanența universală. | — Mircea Deac |

## Premii
- Ordinul Muncii cl. III-a., Ordinul Meritul Cultural cl. IV-a, Diploma de merit – Ministerul Culturii – la 80 de ani de la Marea Unire
- Premiul Special UAP pentru sculptură și Fondator al filialei UAP Arad și a Liceului de Artă
- Cetățean de Onoare al Municipiului Arad
- Diploma de Onoare a UVVG
- Premiul de excelență pentru întreaga carieră 2007 – Consiliul Local Județean Arad